# Cactus choir
Cactus choir is het eerste studioalbum van Dave Greenslade solo. In 1975 kregen de leden van de muziekgroep Greenslade ruzie en de band viel uit elkaar. Dave Greenslade had echter al liedjes geschreven voor een volgend album. Hij stapte naar een baas van Warner Music Group, Derek Taylor, en mocht van hem een soloalbum opnemen. Hij schakelde bevriende musici in uit zijn vorige bands Colosseum (Jon Hiseman) en Greenslade (Tony Reeves) en nam Cactus choir op. Het album heeft als los centraal thema de kolonisatie van West Amerika. Hoewel de synthesizerklanken van Greenslade herkenbaar zijn te vergelijken met die uit de vorige bands vond Allmusic dat de muziek minder complex was..
De elpee was gestoken in een platenhoes van Roger Dean. Als muziekproducent traden op Greenslade zelf met Gregg Jackman en Rupert Hine op, achter de knoppen zaten geluidstechnici Gregg Jackman, Martin Moss en Chris Tsangarides. Simon Jeffes schreef de arrangementen en Martin Ford gaf leiding aan het orkest.
Bij de heruitgave op compact disc in 2014 was Greenslade positief over de kwaliteit en de verkoopresultaten van Cactus choir, alhoewel het de Britse albumlijst niet haalde. Warner was er minder gelukkig mee. Ze promootte het album amper, aldus in de ogen van Greenslade.

## Musici
- Dave Greenslade – toetsinstrumenten, zang (4)
- Tony Reeves – basgitaar (1, 2, 5, 7)
- Simon Phillips – slagwerk, percussie (alle tracks behalve Gangsters)
- muziekproducent – handgeklap (1)
- Steve Gould – zang (2, 5)
- Dave Markee – basgitaar (3a, 4)
- Mick Grabham – gitaar (3b)
- Lissa Gray – zang (3b)
- John G. Perry – basgitaar (6)
- Bill Jackman – basfluit, basklarinet (7)
- Chris Farlowe – zang op Gangsters

## Muziek
Alles geschreven door Greenslade, behalve de teksten voor tracks 2 door Jon Hiseman en 3b en 5b door Martin Hall.

| Nr. | Titel                                                                   | Duur  |
| --- | ----------------------------------------------------------------------- | ----- |
| 1.  | Pedro’s party                                                           | 2:35  |
| 2.  | Gettysburg                                                              | 3:54  |
| 3.  | Swings and roundabouts/Time makes my time                               | 10:06 |
| 4.  | Forever and ever                                                        | 4:03  |
| 5.  | Cactus choir (A.The rider; B. Greeley and the rest; C. March at sunset) | 6:09  |
| 6.  | Country dance                                                           | 5:29  |
| 7.  | Finale                                                                  | 8:27  |
| 8.  | Gangsters                                                               | 2:57  |

Gangsters stond niet op de elpeeversie van het album, maar werd als bonustrack meegeperst op de compact discversie die in 2014 verscheen. Het was de herkenningsmelodie van de gelijknamige televisieserie. Producent van deze track was Mike Harding.